# Hillary Tuck
Hillary Tuck (Kerrville, Texas, 1 de julho de 1978) é uma atriz estadunidense, mais conhecida por seu trabalho nas séries de televisão Hang Time e Honey, I Shrunk the Kids: The TV Show, bem como partipações em outros seriados como Boy Meets World, The Closer e Bones.

## Filmografia

### Televisão
- 2009 Grey's Anatomy como Julie Jacobson
- 2009 Always and Forever como Rachel
- 2009 Three Rivers como Teri Dawson
- 2009 Life's Chronicles como Denise
- 2008 Ghost Whisperer como Julia
- 2007 Bones como Abby Singer
- 2006 The Closer como Kendall Price
- 2006 House como Kara Mason
- 2005 Cold Case como Vicky
- 2005 Judging Amy como Jessica Zicklin
- 2005 Without a Trace como Becky
- 2004 Center of the Universe como Rebecca
- 2003 10-8: Officers on Duty como Carrie Chandler
- 2000 Honey, I Shrunk the Kids: The TV Show como Amy Szalinski
- 1996 Roseanne como Kiki
- 1996 Boy Meets World como Kristen
- 1996 Hang Time como Samantha Morgan

### Cinema
- 2006 The Visitation como Darlene Henchle
- 2004 The Wild Card como Jennifer Flanagan
- 1994 Camp Nowhere como Betty Stoller